# Mariner 2
A Mariner 2 (ou Mariner-Venus 1962), foi uma sonda espacial para Vênus, ela foi a primeira sonda espacial robótica a ter sucesso em atingir outro planeta. A primeira espaçonave do Programa Mariner da NASA bem-sucedida. Ela foi lançada de Cabo Canaveral em 27 de agosto de 1962, e passou a "apenas" 34 773 km de Vênus em 14 de dezembro de 1962.

## A sonda

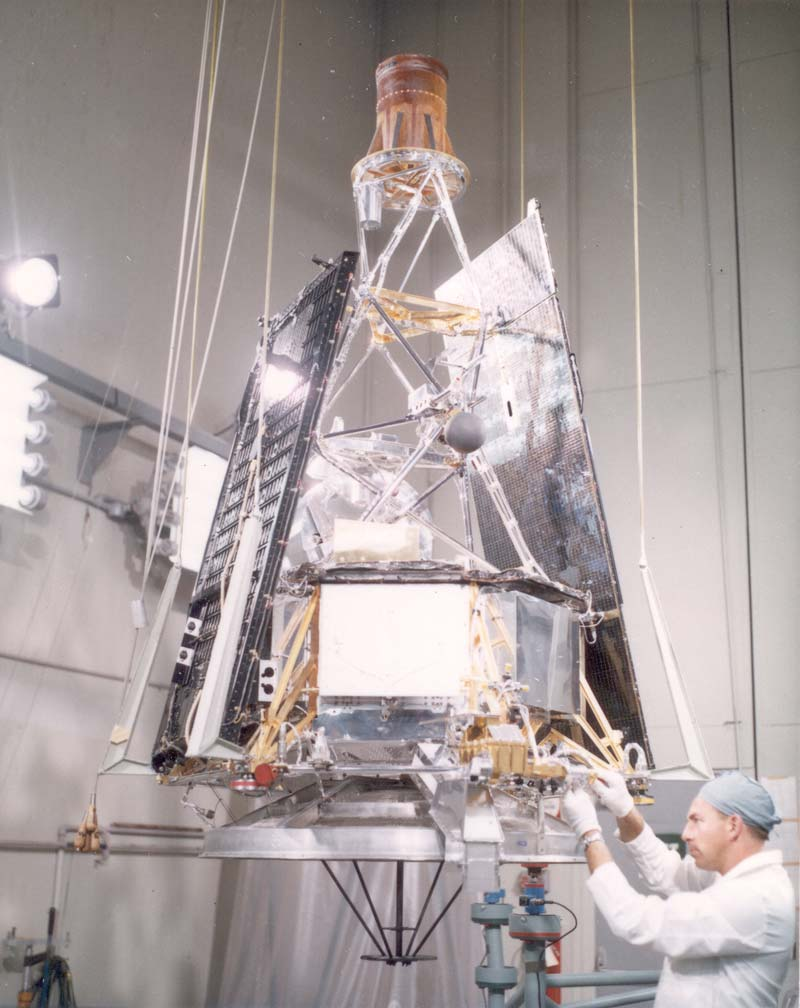
A Mariner 2 sendo inspecionada antes do voo pioneiro.

A Mariner 2 era uma versão simplificada da espaçonave "Block I" do Programa Ranger e uma cópia exata da Mariner 1. As missões Mariner 1 e 2 eram tratadas internamente pelos técnicos da NASA como missões "Mariner R".
No planejamento original, as sondas seriam lançadas pelo foguete Atlas-Centaur, mas sérios problemas no desenvolvimento do estágio superior, forçaram a troca para o estágio Agena B, muito menor. Sendo assim, o desenho das sondas "Mariner R" foram muito simplificados. Muito menos instrumentos seriam levados em relação às sondas soviéticas Venera daquele período, por exemplo, uma câmara de TV, deixou de ir, já que o Atlas-Agena B tinha metade da capacidade de carga do 8K78 soviético.
A sonda Mariner, consistia de uma estrutura central hexagonal de 100 cm de diâmetro, a qual os painéis solares, os instrumentos e as antenas de rádio eram instaladas. Os instrumentos científicos a bordo da Mariner eram: dois radiômetros, uma para micro-ondas outro para radiação infravermelha do espectro eletromagnético; um sensor de micrometeoritos; um sensor de plasma; um sensor de partículas carregadas e um magnetômetro. Esses instrumentos foram projetados para medir a distribuição de temperatura na superfície de Vênus e fazer medições básicas de sua atmosfera.

## A missão

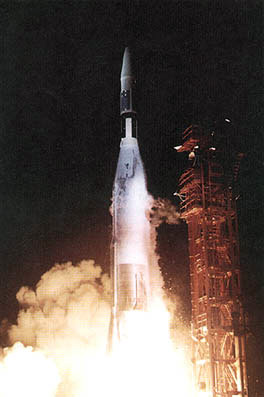
O lançamento da Mariner 2.

A missão principal era de receber comunicações da sonda quando ela estivesse nas "vizinhanças" de Vênus e efetuar medições radiométricas da temperatura do planeta. Um segundo objetivo era o de medir o  campo magnético interplanetário e o ambiente de partículas carregadas.
Rumando para Vênus, a Mariner 2 mediu o vento solar, uma emissão contínua de partículas carregadas fluindo do Sol, confirmando as medições feitas pela sonda soviética Luna 1 em 1959.
Ela também mediu a poeira interestelar, que se mostrou muito mais rara do que o previsto. Além disso, a Mariner 2 detectou partículas altamente carregadas vindo do Sol, incluindo várias breves erupções solares, assim como raios cósmicos de fora do sistema solar. Quando ela passou por Vênus em 14 de dezembro de 1962, a Mariner 2 analisou o planeta com seu par de radiômetros, revelando que Vênus tem nuvens frias e uma superfície extremamente quente. O sinal da Mariner 2 foi rastreado até 3 de janeiro de 1963. A sonda permanece em órbita ao redor do Sol.

## Resultados
Os dados produzidos durante o voo consistiram em duas categorias: dados de rastreio e dados de telemetria. Um dado particularmente notável conseguido durante esse voo "de passagem", foi o da alta temperatura da atmosfera, medida em 500 °C. Várias propriedades do vento solar, também foram medidas pela primeira vez.